# Бесстрашная
Бесстра́шная — станица в Отрадненском районе Краснодарского края.
Административный центр и единственный населённый пункт Бесстрашненского сельского поселения.

## География
Станица находится в верховьях реки Чамлык (правый приток Лабы), у границы горно-лесной зоны, на расстоянии 32 км к юго-западу от станицы Отрадная, административного центра района.

## История
Основана в 1859 году. Первоначально входила в Лабинский отдел Кубанской области. Дореформенное написание названия станицы — Безстрашная. 

## Население
| 2002 | 2010 | 2012 | 2013 | 2014 | 2015 | 2016 |
| ---- | ---- | ---- | ---- | ---- | ---- | ---- |
| 719  | ↘637 | ↘609 | ↘580 | ↗583 | ↘575 | ↘570 |
| 2017 | 2018 | 2019 | 2020 | 2021 | 2023 |      |
| ↘548 | ↘537 | ↘528 | ↘527 | ↘504 | ↘501 |      |

## Улицы
| - ул. Гагарина, - ул. Комсомольская, - ул. Красная, - ул. Курортная, - ул. Лавриненко, | - ул. Мира, - ул. Пионерская, - ул. Раздольная, - ул. Речная, - ул. Садовая, | - ул. Северная, - ул. Степная, - ул. Черёмушки, - ул. Школьная. |

## Инфраструктура
В станице функционируют средняя школа № 28, детские сад № 27, отделение связи, фельдшерско-акушерский пункт, клуб, библиотека. 

## Транспорт
Ближайшая железнодорожная станция находится на расстоянии 30 км к северо-западу в посёлке городского типа Мостовской.

## Известные уроженцы
- Лавриненко, Дмитрий Фёдорович (1914—1941) — советский танковый ас, старший лейтенант, Герой Советского Союза.
- Придиус, Пётр Ефимович (1932—2003) — советский и российский писатель.